# Glyphodes tolimalis
Glyphodes tolimalis là một loài bướm đêm trong họ Crambidae.